# Annie Bloch
Ann-Christin „Annie“ Bloch (* 1994) ist eine deutsche Musikerin (Kirchenorgel, Gitarre, Keyboard, Gesang, Komposition).

## Leben und Wirken
Bloch, die in Diepholz aufwuchs und dort früh in der Kirche Orgel spielte, begann mit zwölf Jahren eigene Songs zu schreiben. Sie studierte nach dem Abitur klassische Musik und Anglistik, zunächst in Cork, dann in Düsseldorf.
Nach dem Studium wirkte Bloch in Köln als Organistin im Bereich zeitgenössischer Musik. Sie arbeitet aber auch als Gitarristin und Singer-Songwriterin und konzentrierte sich da auf einen zunehmend jazzbeeinflussten Indie-Pop. Hier veröffentlichte Bloch nach ihrer Rückkehr aus Irland zunächst die Alben In Between und Floors (2019). Mit der irischen Singer-Songwriterin Muireann „Mo“ Ní Sheoighe Eachthighearn entstand das Album When You Get Here (2021). 2024 erschien ihre EP Four Trips to the Shop. Mit ihrem 2022 gegründeten Tentett, das 2024 beim Düsseldorfer Asphalt Festivals auftrat, nahm sie das Album I Depend auf. Gemeinsam mit der Cellistin Emily Wittbrodt veröffentlichte sie als Organistin 2025 zudem das Album The Mendelssohn-Projekt mit eigenen Kompositionen und Improvisationen, die das Präludium in c-Moll op. 37 Nr. 1 von Felix Mendelssohn Bartholdy als Ausgangspunkt haben.

## Diskographische Hinweise
- Annie & Mo: When You Get Here (Bandcamp 2021)[7]
- Four Trips to the Shop (Papercup/Bandcamp 2025, mit Sam Clague, David Helm, Jan Philipp sowie Dario Rosenberger und Luis Weiß)
- I Depend (Papercup/Bandcamp 2025)[3]
- Emily Wittbrodt/Annie Bloch The Mendelssohn-Projekt (stssts records 2025)[6]